# Сульфат диспрозия(III)
Сульфат диспрозия(III) — неорганическое соединение, 
соль диспрозия и серной кислоты с формулой Dy2(SO4)3,
желтые кристаллы,
растворяется в воде,
образует кристаллогидрат.

## Физические свойства
Сульфат диспрозия(III) образует желтые кристаллы.
Из водных растворов образует кристаллогидрат состава Dy2(SO4)3•8H2O, который теряет воду при 360 °С.